# 葵涌警署外衝突
葵涌警署外衝突，又稱葵涌警民衝突，是2019年7月30日在香港新界葵涌爆發並持續至31日凌晨的一場警民衝突，由葵涌警署外聲援2019年7月28日港島區衝突的被捕人士演變而成，警署內部分服務也被短暫癱瘓。期间，警方於7月30日晚上施放胡椒噴霧以驅散示威者，警署警長亦向記者舉起霰彈槍恐嚇示威者。雖沒發射子彈，但警方稱記者「阻差辦公」並要求他們離開，引起新聞界的爭議。直至翌日凌晨近1時，有被捕者辦好保釋手續後離開警署，雙方結束對峙，示威者撤退。

## 起因
7月28日，香港島於下午發生警民衝突，警方發射逾百枚催淚彈及橡膠子彈以鎮壓示威，49名示威者被拘捕。案件交由港島總區刑事總部跟進。警方經調查及諮詢律政司意見後，於7月30日落案控告44人暴動罪，其中一名被控暴動罪的33歲男子被加控一項襲警罪。另外，一名24歲男子則被控藏有攻擊性武器，他們全部於7月31日在東區裁判法院提堂。7月28日的拘捕行動與警方其後的控告令不少支持反對逃犯條例修訂草案運動的群眾不滿，認為警察執法不公。
7月30日，有網民發起到葵涌警署的示威行動，要求警方釋放於運動期間的被捕示威者與早日拘捕元朗襲擊事件中的施襲者。

## 經過

### 示威開始及對峙

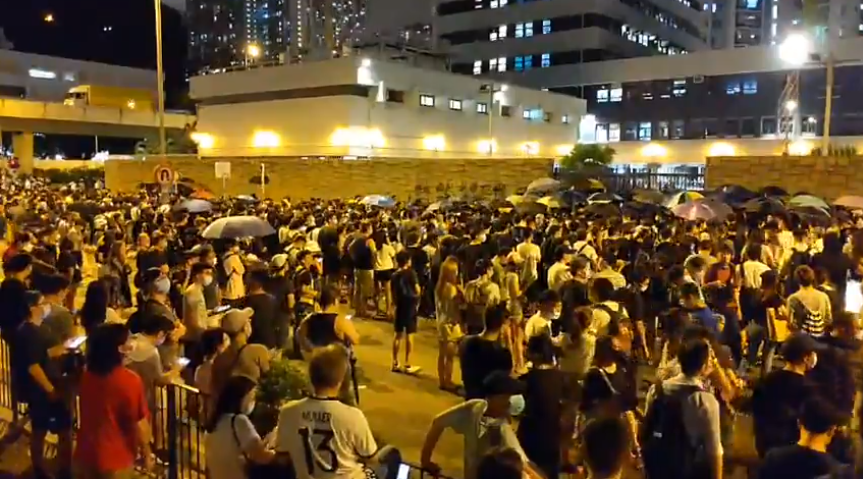
葵涌警署外有大批市民聚集，聲援星期日在上環中環一帶被捕的示威者

2019年7月30日，晚上近7時，約500名市民再到葵涌警署外聲援7月28日的被捕人士。期間，葵涌警署關上大閘，提防示威者衝進或破壞警署。學生陳家駒、劉康與鍾翰林在晚上現身於葵涌警署外。之後，示威者走出葵涌道並佔據2條行車線，並高呼「黑警可恥」、「放人」、「沒有暴徒，只有暴政」、「光復香港，時代革命」等口號並指罵警員，警署外牆被噴抗議及侮辱字句，有人向警署投擲雞蛋。大批警員戴上頭盔手持盾牌戒備，雙方在葵涌警署與葵翠邨之間的位置對峙。另外，亦有示威者針對警察不當針法問題，大聲公向警署方向呼叫，希望前線警務人員保持克制。

### 雙方爆發衝突

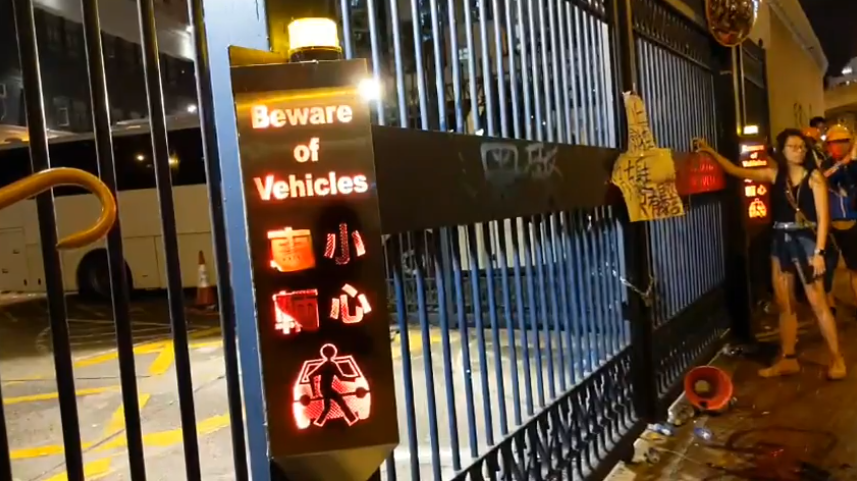
市民在警署外噴上「黑警」字句

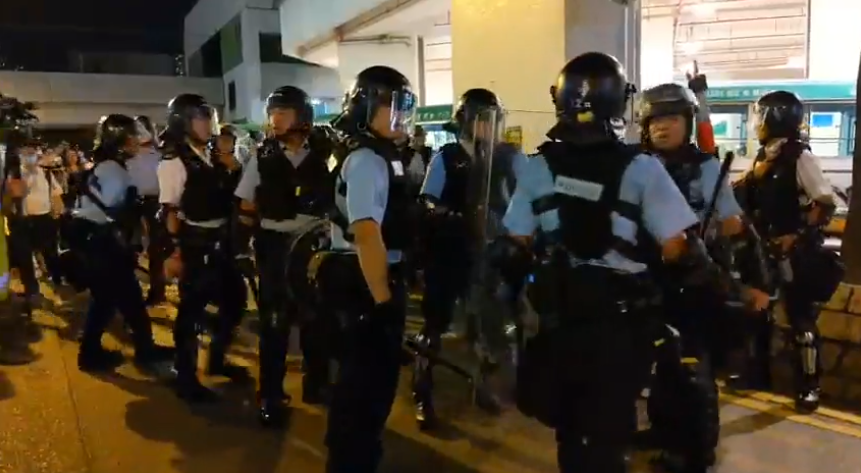
葵義路的防暴警察

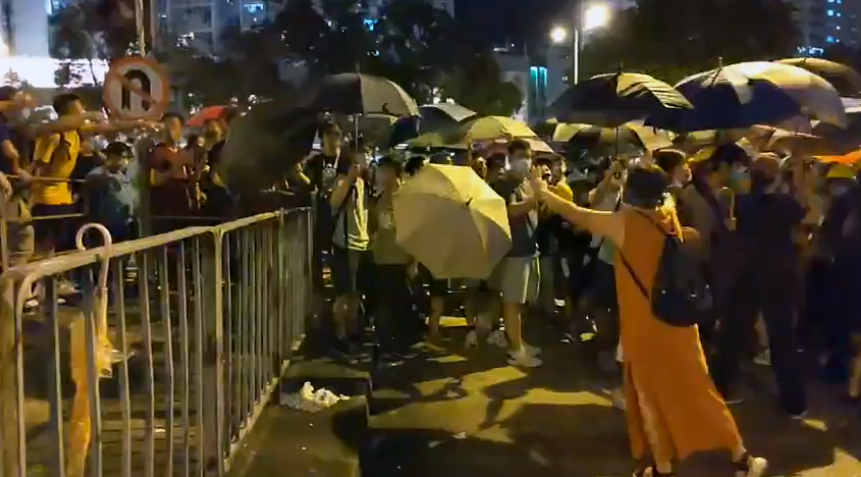
葵義路現場的聲援者

晚上9時許，包圍警署的示威者人數急增至千人，有部分示威者走到葵富路的警署停車場出入口聚集時，被警員以胡椒噴霧驅趕，約5人因中噴而感到不適。其後，示威者在警署外用黑色噴漆噴上「黑警」字句，並向警署投擲雞蛋和用激光照射警署內的警員。晚上10時，數名防暴警察出現在港鐵葵芳站外，現場有示威者起哄，雙方其後爆發衝突，示威者向警員投擲雜物及用雨傘襲擊，防暴警施放胡椒噴霧及揮動警棍驅趕示威者，被示威者圍困毆打。數分鐘後，大批防暴警衝出警署，聲稱要救出被圍困的警員，有示威者擲出雜物以阻止警員行動，有警員在閘內向閘外示威者噴射胡椒噴霧，現場一片混亂，亦警員用雷明登長槍指嚇示威者。
另一方面，有警員在新葵芳花園商場「好爵中心」與現場聲援者發生衝突，有幾十名示威者向正準備上車離開的幾名警員和一名警長投雜物，並一度群歐警長，警長一度失平衡後舉雷明登自衛。，雖沒有發射子彈，但巴士站內亦傳出「嘭」一聲。其行為引起示威者不滿，並再次多次向警察投擲雜物，有數名記者被擊中。白衫警署其後登上衝鋒車離開，而大批防暴警員最終返回警署內。

### 群眾繼續與警方對峙
晚上11時，葵涌警署外仍有逾500名市民聚集，亦有葵青區居民到場聲援示威者。部份示威者開始戴上頭盔及口罩，仍然聚集在警署門外與警方對峙，氣氛緊張。到凌晨12時起，陸續有被捕者辦好保釋手續後離開警署，示威者以拍掌歡呼。
到凌晨1時許，市民陸續散去時，一名身分不明的，表明撐警的白衣男子與示威者「爆粗」和對罵，而撐警的白衣男子引起衝突，結果雙方互毆。最後數名持盾防暴警員拉住白衣男子經車閘帶入警署，混亂期間，該名白衣男眼角受傷。有市民質疑警方根本認識該名白衣男。

### 示威者撤退
因所有於7月28日中西區衝突中的被捕人士經已獲保釋，示威者於凌晨近1時陸續散去。

## 爭議
警署警長舉起霰彈槍時的姿勢為企狀態，並非香港警務處説的戒備姿勢狀態，因而受傳媒批評及爭議。
陳家駒認為，警察在葵涌警署外襲擊記者，是打壓新聞自由。

## 影響
因應道路被示威者佔據，多條巴士路線宣佈改道。葵涌警署也宣佈報案室臨時關閉及暫停服務。另外，有鄰近港鐵葵芳站、其附屬公共運輸交匯處及葵涌警署一帶的商店臨時或提早關閉，以避免衝突（兩方）帶來破壞。

## 新聞界反應
香港攝影記者協會及香港記者協會兩間協會發表聯合聲明，指警員蓄意攻擊記者的行為絕不能夠接受，予以最嚴厲的譴責。聲明亦指出，深夜時份大批防暴警察從葵涌警署走出驅趕示威者，期間《蘋果日報》一名攝影記者在警方防線前後退，已表明記者身份並舉手示意正在離開。一名警員先後兩次用警盾推撞記者，第二次更從兩米外突然衝前，用警盾揮打攝影記者的頭部，該攝影記者咀角被擊中倒地。及後一名警員更繼續揮動警棍威嚇一名身穿反光衣的香港電台女記者，女記者退後轉身離開並表明記者身份，但該警員仍然追前再三揮動警棍威嚇，女記者受驚跑離現場。而其中一個在場採訪的一名大韓民國NewDaily記者許東爀雖已表明記者身份，但亦被胡椒噴霧射中，他形容現時就如「戰地」一樣，記者未有得到尊重對待。警察傷害記者的行為絕不能夠接受。
香港攝影記者協會及香港記者協會發表聯合聲明，向政務司司長張建宗及警務處處長盧偉聰提出嚴正交涉，表示會尋求法律意見後，向警務處提出訴訟。

## 後續
事後劉澤基被中國大陆官媒力捧，央視主播海霞支持其行為，而央視亦播出有關他的專訪。外界批評官媒無視香港警民對立力捧劉澤基深化仇恨。劉澤基接受央視訪問後，受到大陆民众大量歡迎，並開了微博，成為了大陆網紅，擁有幾十萬粉絲。其它警員有見及此紛紛效化劉澤基開微博希望獲得大陆人支持，但被外媒認為警員是因在香港毫無紀律被當成過街老鼠才跑到微博開戶，是圍爐取暖的行為。
劉澤基又在訪問中提及，會把兒子送到深圳的國際學校讀書。